# KK100
KK100 (chiń. 京基100; pinyin Jīngjī 100), dawniej Kingkey 100 – wieżowiec w Shenzhen, w prowincji Guangdong, w Chińskiej Republice Ludowej. Budowę rozpoczęto w 2007, a budynek otwarto w 2011. Wysokość budynku wynosi 441,8 m i 100 kondygnacji.

## Galeria

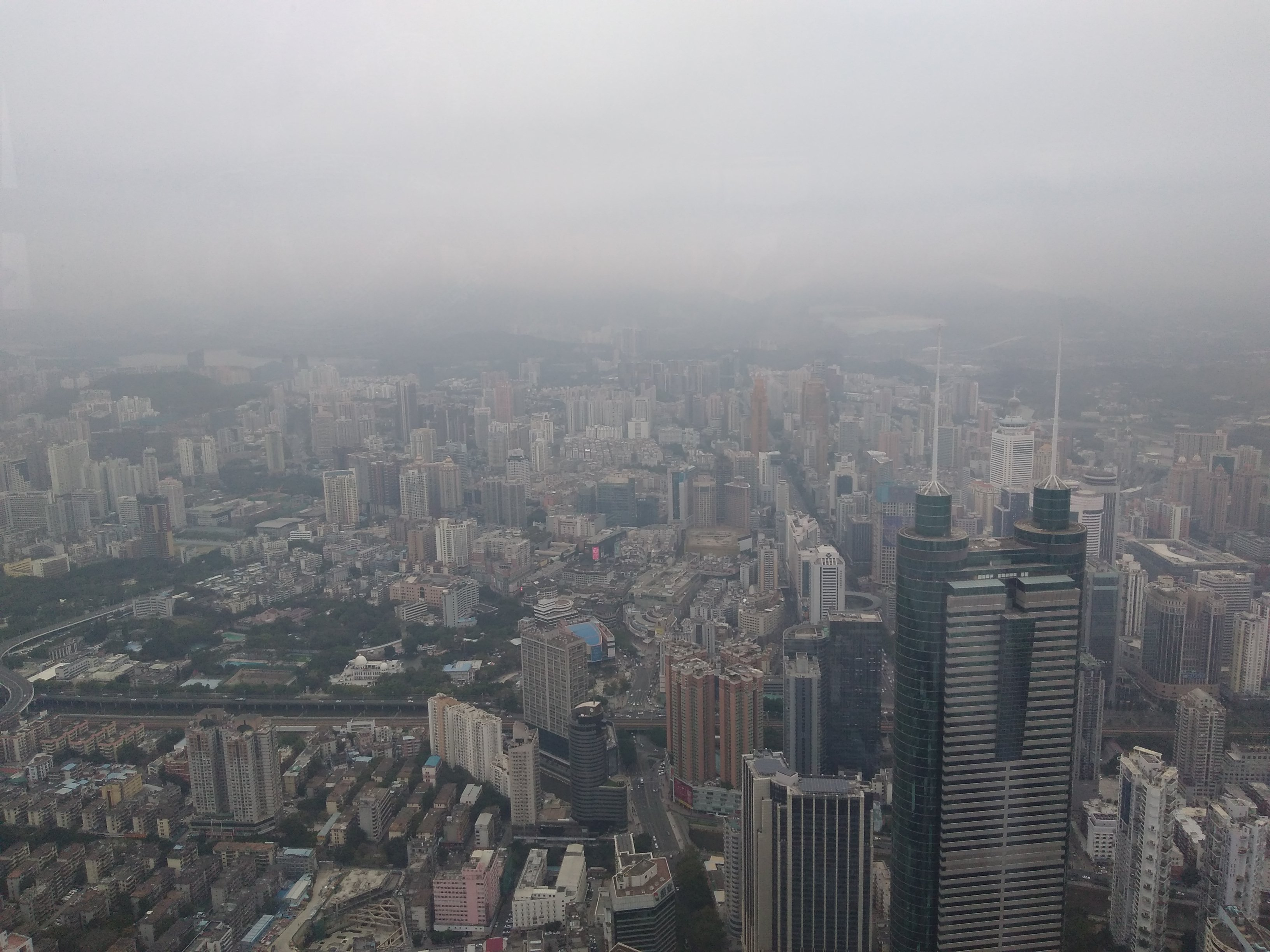
Widok na centrum Shenzhen z 97 piętra hotelu St. Regis

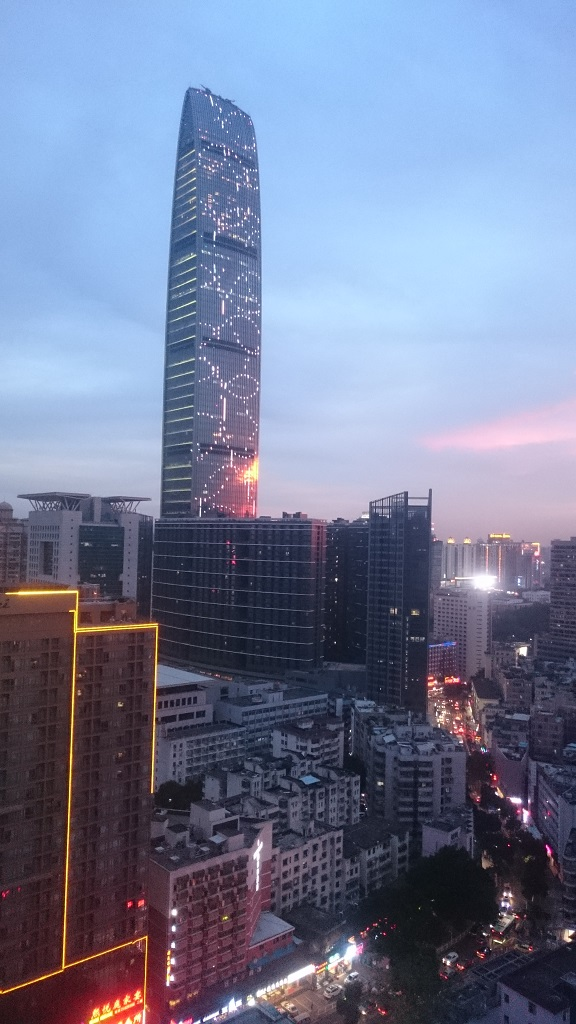
KK100 o świcie
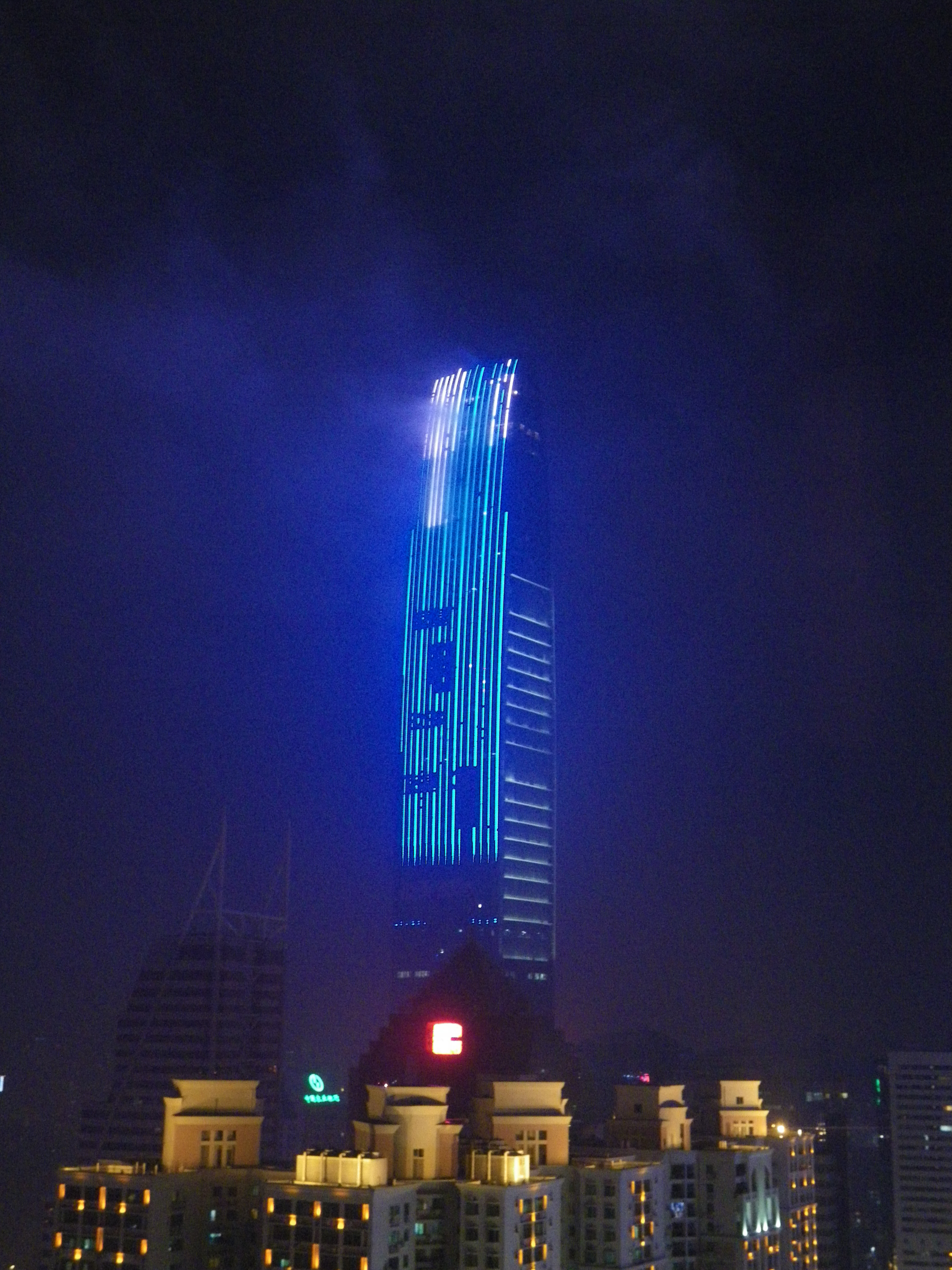
KK100 w nocy
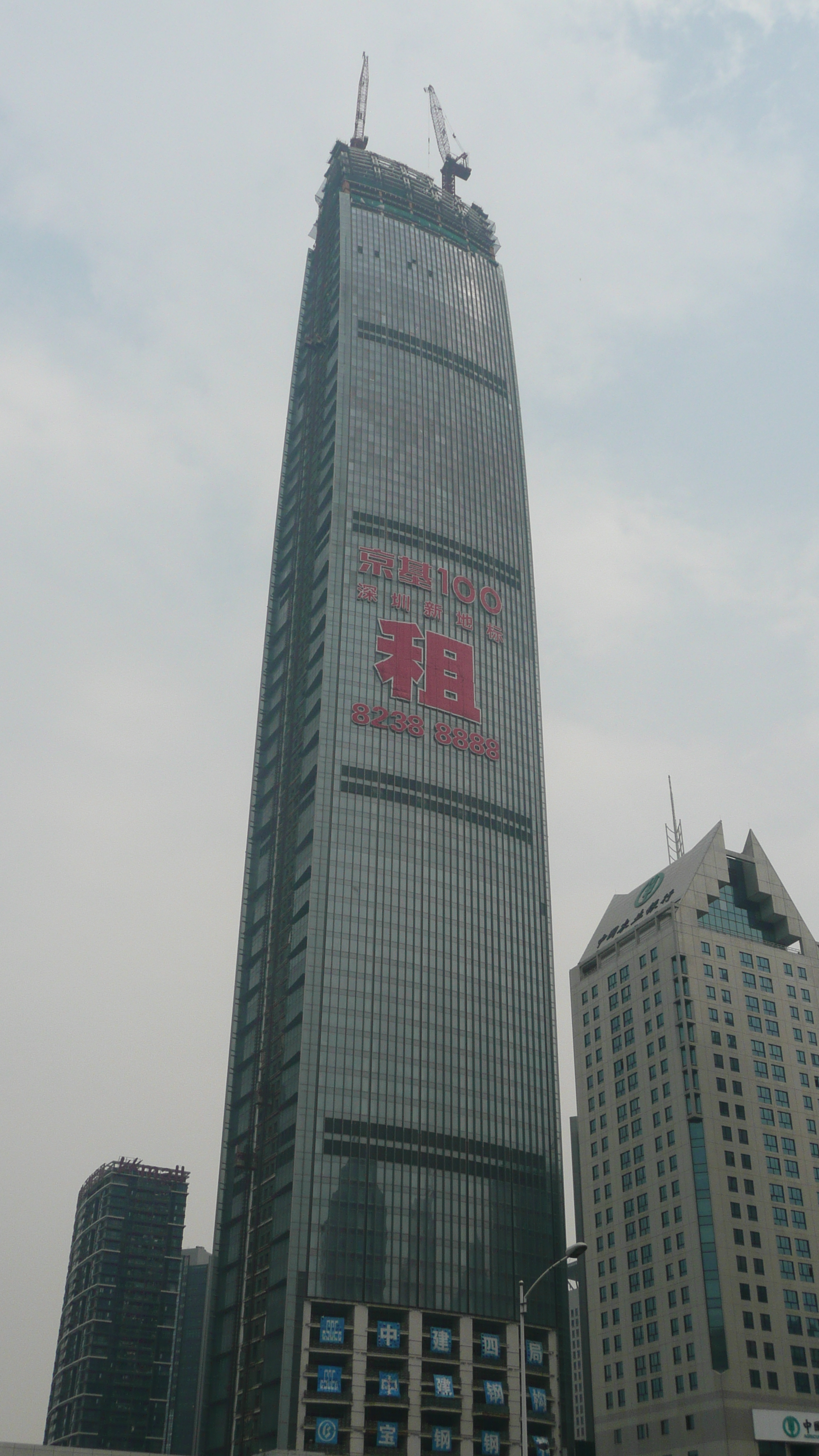
KK100 w czasie budowy
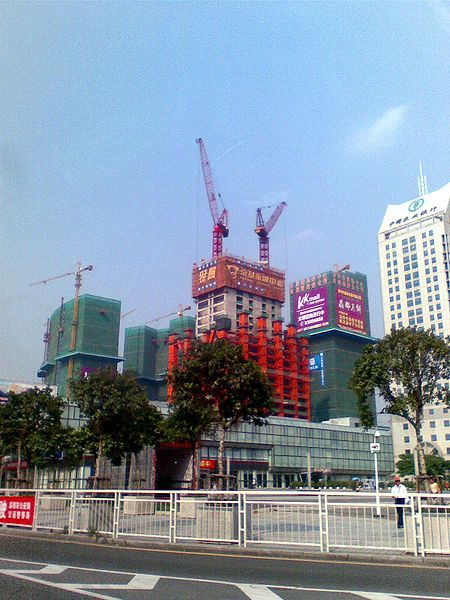
KK100 w budowie (2009)